# Ahmet Kulabas
Ahmet Kulabas (* 8. Oktober 1987 in Esslingen am Neckar) ist ein deutsch-türkischer Fußballspieler.

## Karriere
Nach vier Jahren in der Amateurabteilung des 1. FC Nürnberg wechselte Kulabas zur Drittligasaison 2010/11 zum 1. FC Heidenheim. Sein Profidebüt gab er am 11. September 2010, als er beim Heimspiel gegen den SV Wehen Wiesbaden am siebten Spieltag in der 67. Spielminute eingewechselt wurde. Am 20. Januar 2011 gab der 1. FC Heidenheim bekannt, Kulabas bis Saisonende 2010/11 an den Regionalligisten Eintracht Trier auszuleihen, da er in der 3. Liga bisher nur zu Kurzeinsätzen gekommen war. Nach sieben Toren in 14 Rückrundenspielen unterschrieb der Angreifer im Sommer 2012 einen neuen Einjahresvertrag bei der Eintracht. Für die Trierer erzielte Kulabas am 30. Juli 2011 im Erstrundenspiel des DFB-Pokals gegen den FC St. Pauli die 1:0-Führung und legte damit den Grundstein zum 2:1-Sieg. In der Spielzeit 2011/12 kam er auf 35 Einsätze und 13 Tore. Zur Saison 2012/13 wurde Kulabas vom Drittligisten Wacker Burghausen verpflichtet. Im Sommer 2014 wechselte er dann für ein Jahr in die Türkei und spielte jeweils eine halbe Saison für Boluspor und Altay Izmir. Nach fast acht Monaten ohne Verein wechselte er im März 2016 zum ATSV Erlangen in die bayerische Landesliga Nordost und trainierte dort nebenbei auch diverse Jugendmannschaften des Vereins. Seit 2019 ist er nun für dessen Ligarivalen SG Quelle Fürth aktiv.